# Miša Sepe
Miša (Mihaela) Sepe, slovenska bibliotekarka, * 24. november 1931, Ljubljana, Slovenija, † 11. december 2024, Ljubljana, Slovenija

## Šolanje
Diplomirala je leta 1958 na Oddelku za primerjalno književnost na Filozofski fakulteti v Ljubljani.

## Delo
Leta 1956 se je zaposlila v Pionirski knjižnici v Ljubljani in sodelovala pri snovanju slovenskega mladinskega knjižničarstva. Od leta 1963 je v Delavski knjižnici v Ljubljani vodila njeno občinsko matično dejavnost (obe zdaj del Mestne knjižnice Ljubljana, Knjižnice Otona Župančiča). Nato je od leta 1969 delala v NUK-u kot inštruktorica in vodja (od 1977) ter urejala obvestila Republiške matične službe. V letih od 1988 do 1993 je bila zunanja sodelavka Oddelka za bibliotekarstvo na Filozofski fakulteti za predmet Splošnoizobraževalne knjižnice. Strokovno se je preusmerila predvsem v posodabljanje in standardizacijo poslovanja ter operativno povezovanje visokošolskih in splošnih javnih knjižnic, v strokovno usposabljanje knjižničarskih delavcev ter vzgojo mladih in odraslih obiskovalcev knjižnice. O teh vprašanjih je tudi veliko pisala (Knjižnica, Sodobna pedagogika, Naši razgledi).

## Nagrade
Leta 1977 je prejela Čopovo diplomo.

## Objave, pomembna dela
- Miša Sepe. »Matična služba je pomemben dejavnik pri razvoju KIS: kakšne so njene naloge?« - referat s strokovnega posvetovanja slovenskih knjižničarjev v Mariboru. Revija Knjižnica, 30. št. 3(4), 34-44, 1986.
- Miša Sepe. »Standardi univerznih knjižnic«. Revija Knjižnica, 15, št. 1(2), 44-47, 1971.
- Miša Sepe. »Vzgoja mladega bravca v knjižnici« Revija Knjižnica, 7, št. 3(4), 139-144, 1963.
- Miša Sepe. »Kako uredimo oddelek za otroke«. Revija Knjižnica, 3, št. 1(4), 41-43, 1959.
- Miša Sepe. »Kako je pri nas z razvojem bibliotekarske vede?« Revija Knjižnica, 26, št. 1(2), 76-80, 1982.
- Miša Sepe. »Posebni pogoji za občinske matične knjižnice - osnova za izgradnjo sodobne splošnoizobraževalne knjižnične mreže v Sloveniji«. Obvestila Republiške matične službe, št. 3, 5-18, 1984.
- A. Posavec, Miša Sepe. Narodnoosvobodilni boj Slovencev: bibliografija knjig 1945-1970, 1970.